# Vitamin D
Vitamin D − pierwszy album studyjny kanadyjskiego producenta muzycznego Datsika, wydany 10 kwietnia 2012 roku. Album zawiera 12 utworów z gatunku dubstep, a wśród współproducentów znajdują się tacy muzycy jak Infected Mushroom, Downlink i Z-Trip. Pierwszym singlem został utwór Fully Blown, a drugim Evilution.

## Lista utworów
1. "Annihilate" - 4:00
2. "Fully Blown" (feat. Snak the Ripper) - 4:13
3. "Syndrome" (oraz Downlink) - 4:31
4. "Bonafide Hustler" - 4:24
5. "Evilution" (oraz Infected Mushroom & Jonathan Davis) - 4:51
6. "Need You" - 4:37
7. "Don't Feel Right" - 4:31
8. "Light the Fuse" - 4:59
9. "Complete Control" - 4:17
10. "Punisher" (oraz Downlink) - 4:31
11. "Napalm" (feat. Messinian) - 5:24
12. "Double Trouble" (oraz Z-Trip) - 6:03